# Freccia Aurelia
Freccia Aurelia è stata una relazione ferroviaria periodica a cadenza settimanale tra Milano e Sanremo oggi non più esistente.
Il treno direttissimo Freccia Aurelia veniva effettuato tra il 1948 e il 1958 con automotrice panoramica Automotrice ALTn 444 ottenuta dalla ricostruzione dell'automotrice ALn 772.3240. Si trattava di un servizio veloce effettuato come convoglio speciale tra Milano e Sanremo che partiva ogni venerdì sera da Milano e vi rientrava la domenica notte. Il treno era inserito nella classificazione FS di orario come treno periodico, destinato ad una clientela elitaria, che circolava solo nei fine settimana. Il successo del servizio declinò con l'estendersi della motorizzazione privata e venne soppresso nel 1958

## Il rotabile
L'unità ALn 772 era stata trasformata con l'aggiunta di un salotto rialzato con tettuccio centrale panoramico in cristallo e rinominata ALtn444.3001 (Automotrice Leggera turistica a nafta 444). I motori vennero potenziati di 15 kW l'uno per vincere la maggiore resistenza all'aria, mentre l'interno era stato suddiviso in tre zone:
1. toilette e vestibolo capotreno
2. comparto viaggiatori a sua volta suddiviso in tre parti: zona con poltroncine girevole, cupola belvedere con poltroncine con schienale ribaltabile
3. piccolo bar con 3 sgabelli imbottiti. Sotto la cupola belvedere era stato realizzato un vano bagagli al quale si accedeva tramite le saracinesche laterali.

L'unità rimasta esemplare unico ricevette il soprannome ufficiale di Belvedere. 
Inizialmente fu dipinta in verde lichene - rosso segnale - giallo paglierino, livrea poi sostituita da una coloritura azzurro-bianca.
La macchina venne riportata nel gruppo con l'eliminazione del tettuccio, riprendendo il nome ALn 772.3424 nel 1965, e fu demolita nel 1984.